# Simbaci III Bagratuní (segle V)
Simbaci III Bagratuní (en armeni Սմբատ Գ Բագրատունի) va ser un noble armeni del segle v de la família dels Bagràtides.

## Biografia
Fill probable de Isaac Bagratuní I, Simbaci III Bagratuní va ser senyor (nakharar) de Sper, com el seu pare, i un dels ancestres de la família reial dels Bagràtides. Era igualment el cunyat del rei d'Armènia Valarxak, i va succeir al seu pare en tant que mestre de cavalleria (aspet) i posa-corona (thagadir) dels reis d'Armènia Vram-Shapuh (392-414), Khosrov IV (414-415) i Shapuh (415-421), i potser també d'Artàxies IV (423-428). L'any 420 Shapuh d'Armènia el va enviar a Pèrsia per preparar la successió al tron de Pèrsia. Shapuh d'Armènia era així mateix el príncep hereu Shahpuhr de l'Imperi Persa.
Probablement va ser el pare de Tirots Bagratuní I (mort l'any 450), nakharar dels Bagratuní.